# NGC 6348
NGC 6348 est une galaxie lenticulaire située dans la constellation d'Hercule. Sa vitesse par rapport au fond diffus cosmologique est de 9 484 ± 3 km/s, ce qui correspond à une distance de Hubble de 139,9 ± 9,8 Mpc (∼456 millions d'al). NGC 6348 a été découverte par l'astronome français Édouard Stephan en 1880.
L'image obtenue des données du relevé SDSS ne montre aucun bras spiral, aussi la classification de la base de données NASA/IPAC et de Wolfgang Steinicke ne convient pas à cette galaxie.